# Федеральное агентство по образованию
Федеральное агентство по образованию (Рособразование) — федеральный орган исполнительной власти, находившийся в ведении Министерства образования и науки Российской Федерации. Было создано 9 марта 2004 года, осуществляло функции по оказанию государственных услуг, управлению федеральным имуществом, а также правоприменительные функции в сфере образования, воспитания, опеки и попечительства в отношении несовершеннолетних, социальной поддержки и социальной защиты обучающихся и воспитанников образовательных учреждений.
Первоначально компетенция включала также и молодёжную политику, но с сентября 2007 года эти полномочия перешли созданному Государственному комитету Российской Федерации по делам молодёжи (Госкоммолодёжь России), преобразованному в мае 2008 года в Федеральное агентство по делам молодёжи (Росмолодёжь).
Рособразование упразднено 10 марта 2010 года, его функции переданы Министерству образования и науки Российской Федерации (Минобрнауки России)

## Задачи
- организация деятельности образовательных учреждений общего, профессионального и дополнительного образования по оказанию государственных услуг в области образования;
- организация повышения квалификации и переподготовки научно-педагогических работников государственных учреждений высшего профессионального образования и государственных научных организаций, действующих в системе высшего и послевузовского профессионального образования.

## Руководитель агентства
- Балыхин Григорий Артёмович (13 марта 2004 — 4 октября 2007)
- Булаев Николай Иванович (4 октября 2007 — 10 марта 2010)
- Рождественский Александр Викторович - председатель ликвидационной комиссии (10 марта 2010 - 1 ноября 2010)